# Nicolae Filipescu
Nicolae Ghëorge Filipescu, född 5 december 1862, död 30 september 1916, var en rumänsk politiker.
Filipescu blev deputerad 1885 och var flera gånger minister. Han var en framstående organisatör, talare och publicist, och spelade en framträdande roll i Rumäniens politik. 1907 och 1912 var Filipescu ledande vid två konservativa partifusioner. Ursprungligen var han en av Petre P. Carps meningsfränder, men drogs så småningom över i ententevänlig riktning, mest genom påverkan från Ryssland, och var 1916 en av dem, som ivrigast arbetade för en anslutning till ententen.